# 우루시야마역 (야마가타현)
우루시야마역(일본어: 漆山駅)은 일본 야마가타현 야마가타시에 위치한 동일본 여객철도 오우 본선의 철도역이다. 상대식 승강장 2면 2선의 구조를 갖춘 지상역이자, 야마가타 선 구간에 포함된다.

## 타는 곳
| 1 · 2 | ■ 야마가타 선 | (상행) | 야마가타 · 요네자와 방면            |
| 1 · 2 | ■ 야마가타 선 | (하행) | 덴도 · 사쿠란보히가시네 · 신조 방면 |

## 이용 현황
| 승차 인원 추이 | 승차 인원 추이 |
| 연도           | 1일 평균       |
| -------------- | -------------- |
| 2001           | 240            |
| 2002           | 246            |
| 2003           | 228            |
| 2004           | -              |
| 2005           | -              |
| 2006           | -              |
| 2007           | -              |

## 역 주변
- 기라야카 은행 우루시야마 지점
- 야마가타 형무소
- JR 화물 야마가타 오프레일 스테이션

## 인접 역
| 동일본 여객철도 오우 본선 | 동일본 여객철도 오우 본선 | 동일본 여객철도 오우 본선 |
| ------------------------- | ------------------------- | ------------------------- |
| 미나미데와 야마가타 방면  | ■ 야마가타 선             | 다카타마 신조 방면        |